# Bell OH-58 Kiowa Warrior
Bell OH-58 Kiowa je jednomotorni vojni helikopter namijenjen izviđanju i vatrenoj podršci kopnenim snagama. Proizvodi ga Bell Helicopter i osmišljen je na temelju helikoptera Model 206A Jet Ranger. Koristi ga Ratno zrakoplovstvo SAD-a od 1969. godine.

## Razvoj
Dana 14. listopada 1960., Ratna mornarica SAD-a zatražila je od 25 proizvođača helikoptera prijedloge za laki izvidnički helikopter. Bell Helicopter tada je ušao u uži izbor zajedno s 12 proizvođača uključujući Hiller Aircraft i Hughes Tool Co., Aircraft Division. Bell je predložio dizajn D-250, koji će biti dizajniran kao YOH-4. Dne 19. svibnja 1961., Bell i Hiller predstavljeni su kao pobjednici.

## Korisnici
Austrija
- Oružane snage Austrije

 Republika Kina
- Vojska Republike Kine

 Hrvatska
- Oružane snage Republike Hrvatske

 Dominikanska Republika
- Ratno zrakoplovstvo Dominikanske republike

 Saudijska Arabija
- Oružane snage Saudijske Arabije

 Turska
- Oružane snage Republike Turske

 Sjedinjene Američke Države
- Oružane snage SAD-a

### Bivši korisnici
Australija
- Oružane snage Australije

 Kanada
- Oružane snage Kanade

## Tehnički podaci

### OH-58A

#### Glavne osobine
- Posada: 1 pilot, 2 pilota ili jedan pilot i jedan promatrač
- Duljina: 9,80 m
- Promjer rotora: 10,77 m
- Visina: 2,92 m
- Masa: 718 kg
- Najveća masa uzlijetanja: 1360 kg
- Pogon: 1 × Allison T63-A-700 turboshaft, 317 konjska snaga (236 kW)

#### Performanse
- Najveća brzina: 120 čvorova (222 km/h)
- Brzina krstarenja: 102 čvora (188 km/h)
- Dolet: 481 km

#### Naoružanje
- Strojnica M134 montirana na M27 Armament Subsystem

### OH-58D

#### Glavne osobine
- Posada: 2 pilota
- Duljina: 12,85 m
- Promjer rotora: 10,67 m
- Visina: 3,39 m
- Masa: 1737 kg
- Najveća masa polijetanja: 2495 kg
- Pogon: 1 × Rolls-Royce T703-AD-700A ili 250-C30R3 turboshaft, 650 hp (485 kW) svaki

#### Performanse
- Najveća brzina: 240 km/h
- Brzina krstarenja: 204 km/h
- Dolet: 556 km

#### Naoružanje
- Svaki pilon (od ukupno dva) može nositi jedno od navedenog:
- 1x M3P (or M296) .50 cal (12,7 mm) strojnica
- 1x LAU-68 lanser raketa, sedam 2,75" Hydra 70 raketa
- 2x AGM-114 Helfire rakete